# Pyrrhulina capim
Pyrrhulina capim é uma espécie de "peixe" dulcícola (vive em água doce) Geralmente, habita riachos de águas cristalinas, com substrato arenoso e vegetação submersa. A espécie é encontrada: na América do Sul, especificamente na Amazônia Oriental (ao norte do Brasil) Esse peixe pode ser domesticado e é comumente encontrado em aquários. 

## Classificação / Nomes
O nome Pyrrhulina capim faz alusão ao rio Capim, afluente do rio Guamá. O nome deriva do tupi-guarani Caá (folha) e Pií (fino). 

## Morfologia / Anatomia
P. capim possui o corpo em forma cilíndrica e alongada, o perfil dorsal da cabeça é reto e ligeiramente côncavo (do lábio superior até as escamas anteriores que recobrem a região parietal e supraoccipital). 
Há presença de dimorfismo sexual, de forma que, as características dos machos e das fêmeas diferem. Nos espécimes machos, a base da nadadeira anal é ligeiramente convexa e o pedúnculo caudal é reto ou levemente côncavo; manchas escuras na borda distal da nadadeira pélvica e maior quantidade de dentes maxilares. Os espécimes fêmeas, o perfil da base da nadadeira anal e o pedúnculo causal são suavemente côncavos. 

## Ecologia do comportamento
Esses peixes vivem na Amazônia Oriental (ao Norte do Brasil), nas bacias do rio Anapu, rio Capim, rio Guaraná, baixo do rio Xingu e também pode ser encontrado nas drenagens costeiras do estuário do Amazonas no estado do Pará. 